# وادي جهنم

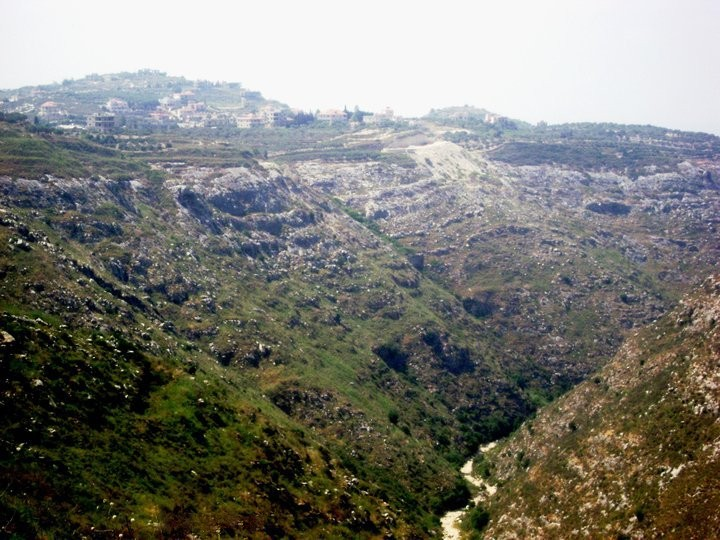
وادي جهنم بين عنقون وكفرحتى

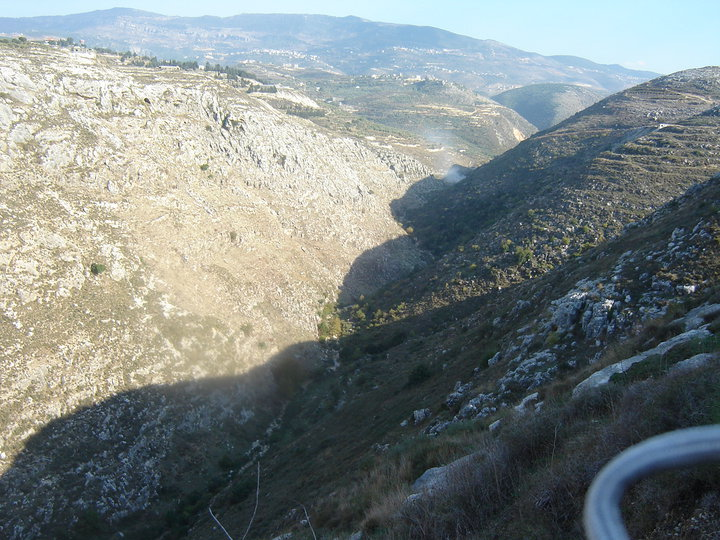
وادي جهنم بين عنقون وكفرحتى في إقليم التفاح

وادي جهنم أو وادي كفرحتى يعرف بين أهل منطقة إقليم التفاح بوادي جهنم نظرا لطبيعته السحيقة و الغامضة. يقع هذا الوادي بين بلدة عنقون و بلدة كفرحتى و يشكل فاصلا جغرافيا بين البلدتين أعاق لمدة طويلة التواصل الاجتماعي. كان يتمتع الوادي بطبيعة جميلة و رائعة حيث يجري خلاله نهر موسمي غزير في فصلي الشتاء و الربيع يتكون من مياه المطر و الينابيع و الثلوج الذائبة من جبل الريحان و يصب في نهر سينيق. ينبت في جنبات الوادي أشجار و نباتات عديدة بعضها نادر في هذه المنطقة و كانت تعيش فيها بعض الحيوانات البرية و الطيور و لاسيما الحجل و لذا كان الوادي مقصدا لصيادين هواة لهذا النوع من الطيور. توجد في منطقة الوادي العديد من الكهوف و المغاور الطبيعية و بعض الأبنية الأثرية. أشهر مغارة هي مغارة شقيف الحمام و تقع على الجهة التابعة لعنقون و هي كهف مطل على الوادي ويرتبط بذكريات و حكايات ممتعة من تراث القرويين. يوجد عدد من المعاصر و المطاحن الحجرية القديمة في أسفل الوادي أقيمت على النهر. ويوجد مقام ديني على الضفة الثانية من الوادي في أعلى الهضبة من جهة بلدة كفرحتى يعرف بمقام النبي ناصر.